# 새뮤얼 애덤스
새뮤얼 애덤스(영어: Samuel Adams, 1722년 9월 27일 ~ 1803년 10월 2일)는 정치가이며, 정치 철학자이었고, 미국 건국의 아버지 중 한 사람이었다. 매사추세츠 식민지의 정치인으로서, 애덤스는 미국 독립 혁명으로 이어진 운동의 지도자였고, 미국의 정치 문화와 공화주의를 정착시킨 사람 중 하나였다. 그는 존 애덤스와 사촌지간이었다.
새뮤얼 애덤스는 미국 역사에서 논쟁을 불러일으킨 인물이다. 19세기의 기록은 미국 독립 전쟁이 발발하기 전에 오랫동안 식민지인들이 미국 독립을 향해 나아가도록 이끌었다면서 그를 칭찬했다. 애덤스에 대해서 부정적인 견해가 나타나기 시작한 것은 20세기 초반의 일이었다. 그에 대한 부정적인 견해는 그를 자신의 목적을 달성하기 위해서 폭도들의 폭력을 부추긴 선동가로 묘사하고 있다. 이러한 해석은 여러 현대 학자에게 도전 받고 있는데, 그들은 애덤스에 대한 전통적인 묘사가 역사적인 기록과 모순되는 신화라고 주장한다.

## 생애

### 어린 시절
새뮤얼 애덤스는 1722년 9월 16일(새로운 달력에는 9월 27일)에 영국의 식민지인 매사추세츠주 보스턴에서 태어났다. 아버지 새뮤얼 애덤스 1세와 메리 피필드 애덤스 사이에서 태어난 12명의 자녀 중 한 사람이었다. 당시 유아 사망은 흔한 일이었기에, 12명의 자녀 중 세 번째 생일을 넘긴 사람은 단 세 사람에 불과했다. 애덤스의 부모는 믿음이 깊은 청교도이었으며, 오래된 남부 회중 교회의 교인이었다. 가족은 보스턴의 상점 거리에 살았다.
애덤스는 종교나 정치에 활발하게 참여한 가정에서 성장했다. 자신의 청교도 전통을 자랑스러워 했고, 정치에서 선(또는 정직: 영어: virtue)과 같은 청교도의 가치를 따르며 보존하려고 애썼다.
아버지 새뮤얼 애덤스 1세(Samuel Adams, Sr., 1689–1748)는 부유한 상인이면서 교회 집사이었다. 애덤스 집사는 대중적인 운동을 지원하는 후보자를 밀어주는 보스턴 코커스(Boston Caucus)라고 알려진 조직을 통해서 보스턴 정치계에서 주도적인 위치에 오른 인물이었다. 보스턴 코커스는 보스턴 타운 미팅의 의제가 형성되는 데 도움을 주었다. 뉴 잉글랜드 타운 미팅은 선출직 공무원이 참여하는 지방 정부의 형태이었고, 시민의 모임이 아니었다.
.

...

### 초기 활동
하버드 대학교를 졸업한 후, 그는 정치를 시작하기 전까지 사업에 뛰어들었다가 실패하고 세금 징수원으로 일하기도 했었다.

#### 점령된 보스턴
그는 영향력 있는 매사추세츠주 하원으로서 1760년대에 열린 보스턴 모임에서, 영국의 아메리카 식민지에 식민지인의 동의 없이 세금을 부과하려는 영국 의회에 맞섰다. 1768년 그는 회보 편지를 통해, 보스턴을 장악한 영국 군대에 맞서기 위하여 식민지의 협력을 요청하였고, 결국 그 결과로 1770년에 보스턴 대량 학살이 일어났다.

#### 차 사건(Tea Party)
영국정부가 영국 제도를 식민지에 대해서까지 확대하기 위해 폭력을 쓰려고 하자 그에 맞서 함께 저항하기 위해서, 1772년 애덤스와 그의 동료들은 13개 식민지 주를 통틀어 비슷한 마음을 지닌 애국자를 연결시키는 통신위원회(committee of correspondence)를 구성하였다. 영국의 정책에 맞서 계속해서 저항한 결과로 1773년 보스턴 차 사건이 일어났으며, 미국 독립 혁명이 다가왔다.
어쩔 수 없이 상황에 말려들어 그렇게 된 것이라는 주장이 있기는 하지만, 애덤스는 1773년 12월 16일에 일어난 유명한 사건인 보스턴 차 사건에서 무리를 이끄는 지도자 역할을 맡았다.

### 대륙 회의

#### 제1차 대륙 회의
1774년 영국 국회가 강압적 법령을 통과시킨 뒤에, 애덤스는 필라델피아에서 열린 대륙회의(Continental Congress)에 참석하였다. 대륙회의는 법안에 대한 식민지의 대응 방안을 모색하기 위해 소집된 것이었다.

#### 제2차 대륙 회의
그는 회의가 1776년에 이루어지는 독립선언을 하는 쪽으로 결론을 내리는 데 도움을 주었고, 연합헌장(Articles of Confederation)과 매사추세츠 헌법의 초안을 잡는 것도 도왔다.

### 이후
애덤스는 미국 독립 혁명 이후에 매사추세츠로 돌아와 상원의원을 지냈고 주지사로 선출되기도 했다.

## 관련 사진 자료

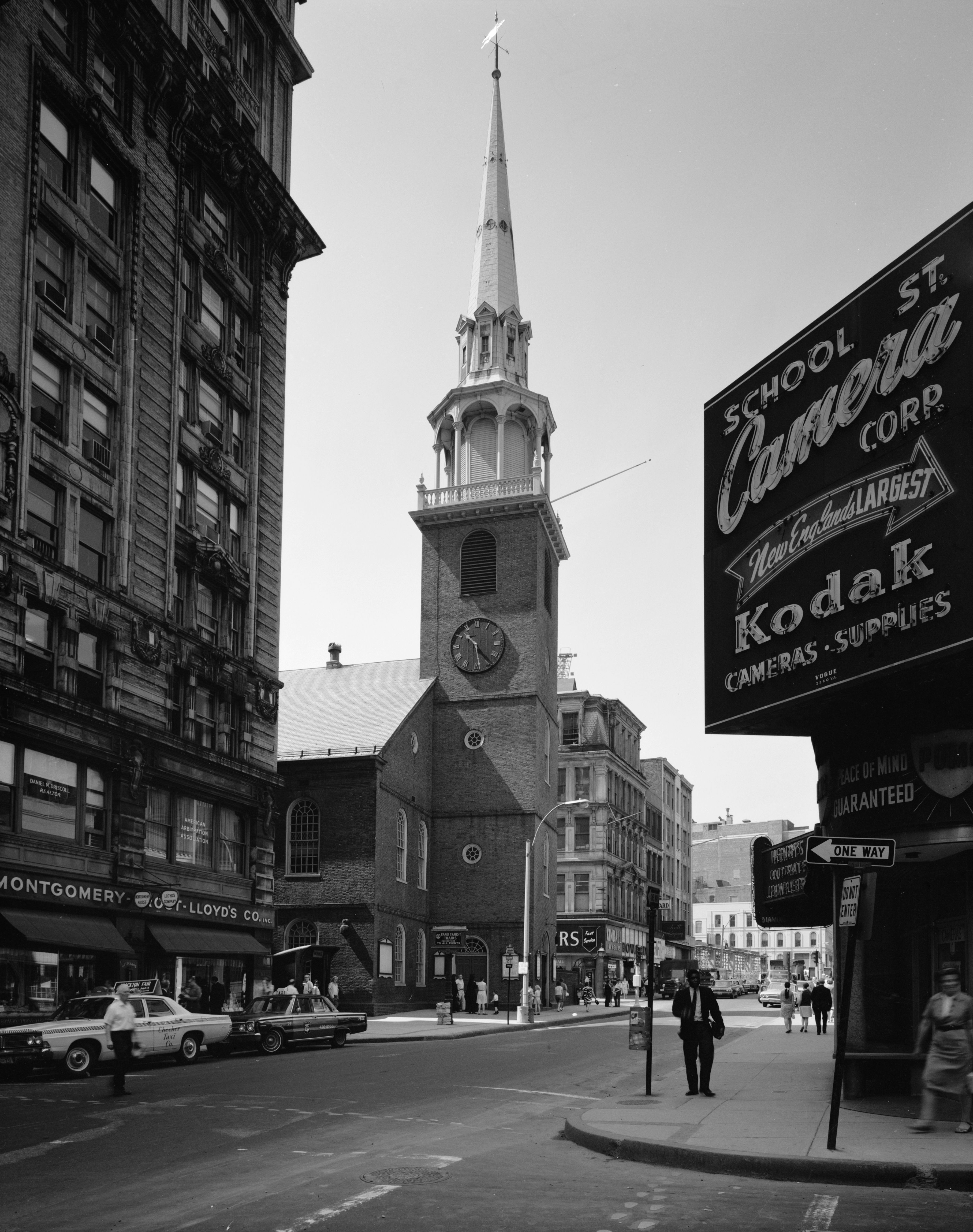
올드 사우스 미팅 하우스(Old South Meeting House) (1968년 사진)는 애덤스의 교회이었다. 대영제국이 일으킨 위기에 직면하여, 대중 집회가 이 곳에서 열렸다.
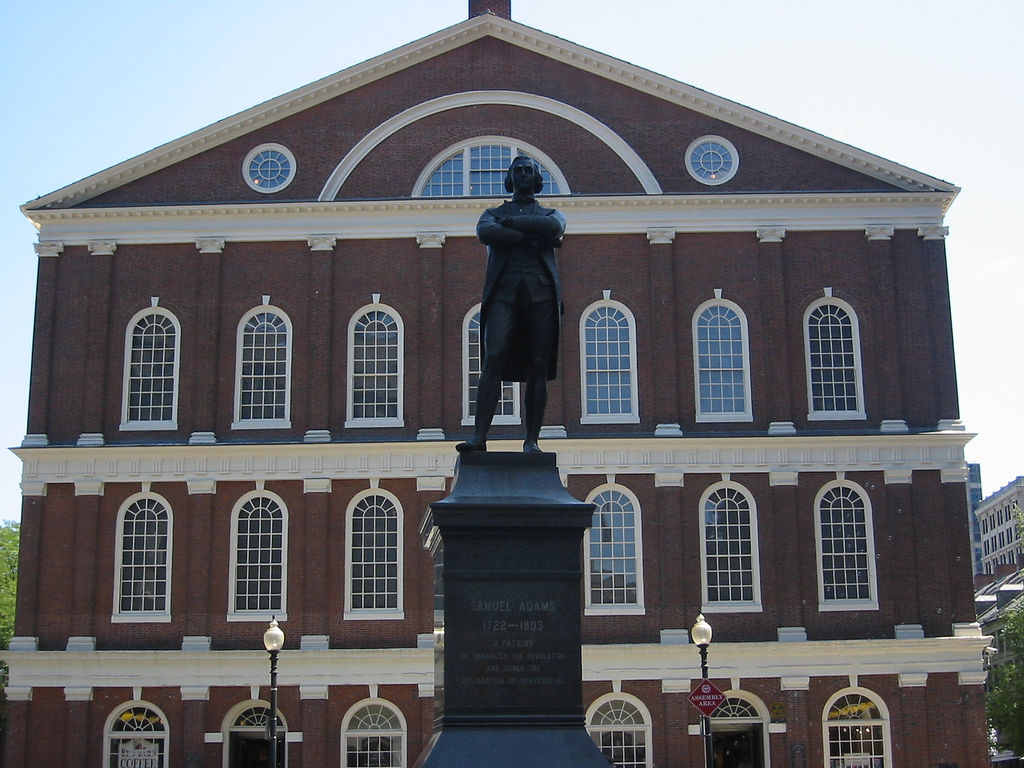
보스턴 집회가 열린 패뉴얼 홀 앞에 있는 새뮤얼 애덤스의 동상
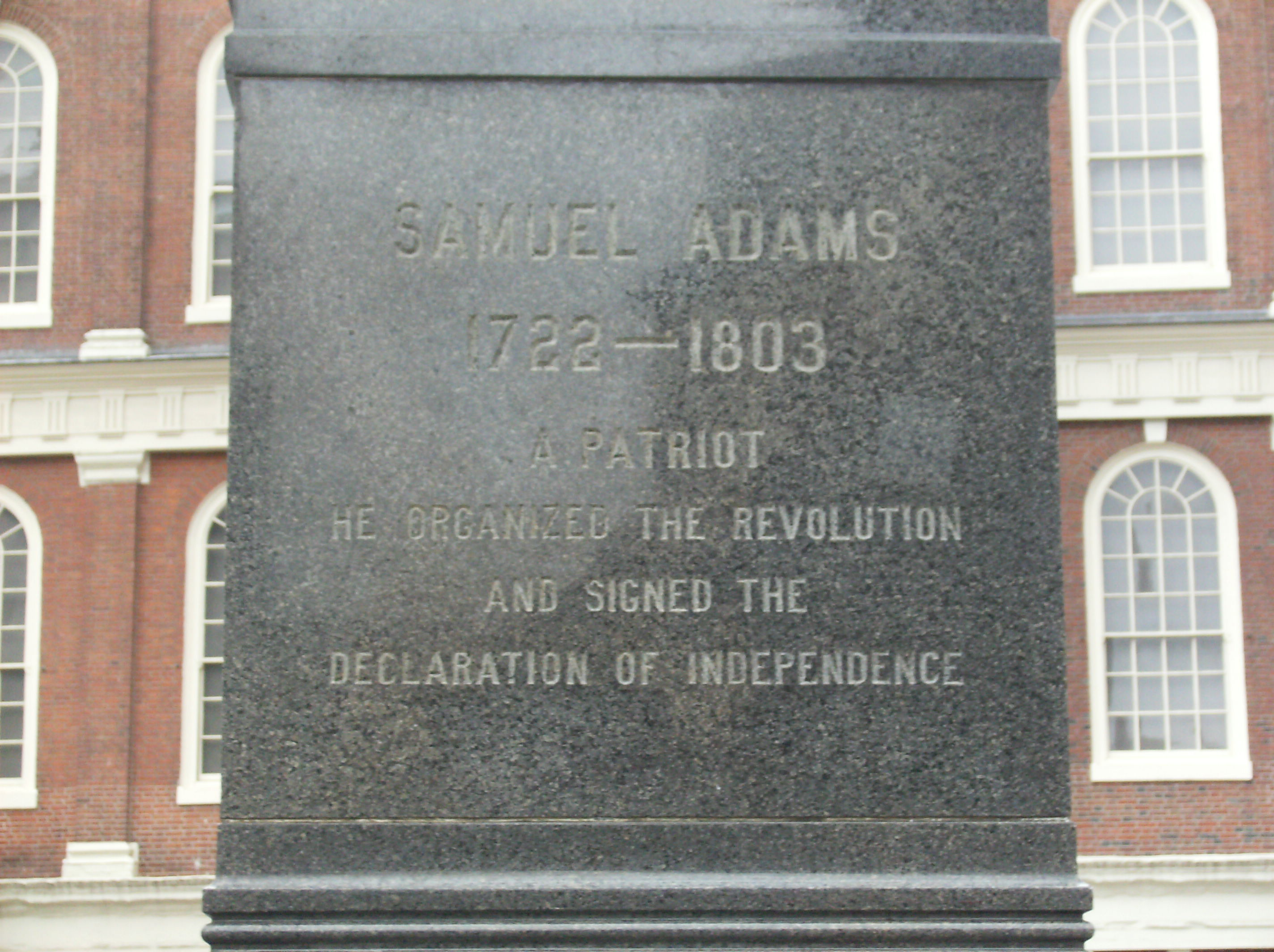
패뉴얼 홀 앞에 있는 새뮤얼 애덤스의 동상에 새겨진 명문
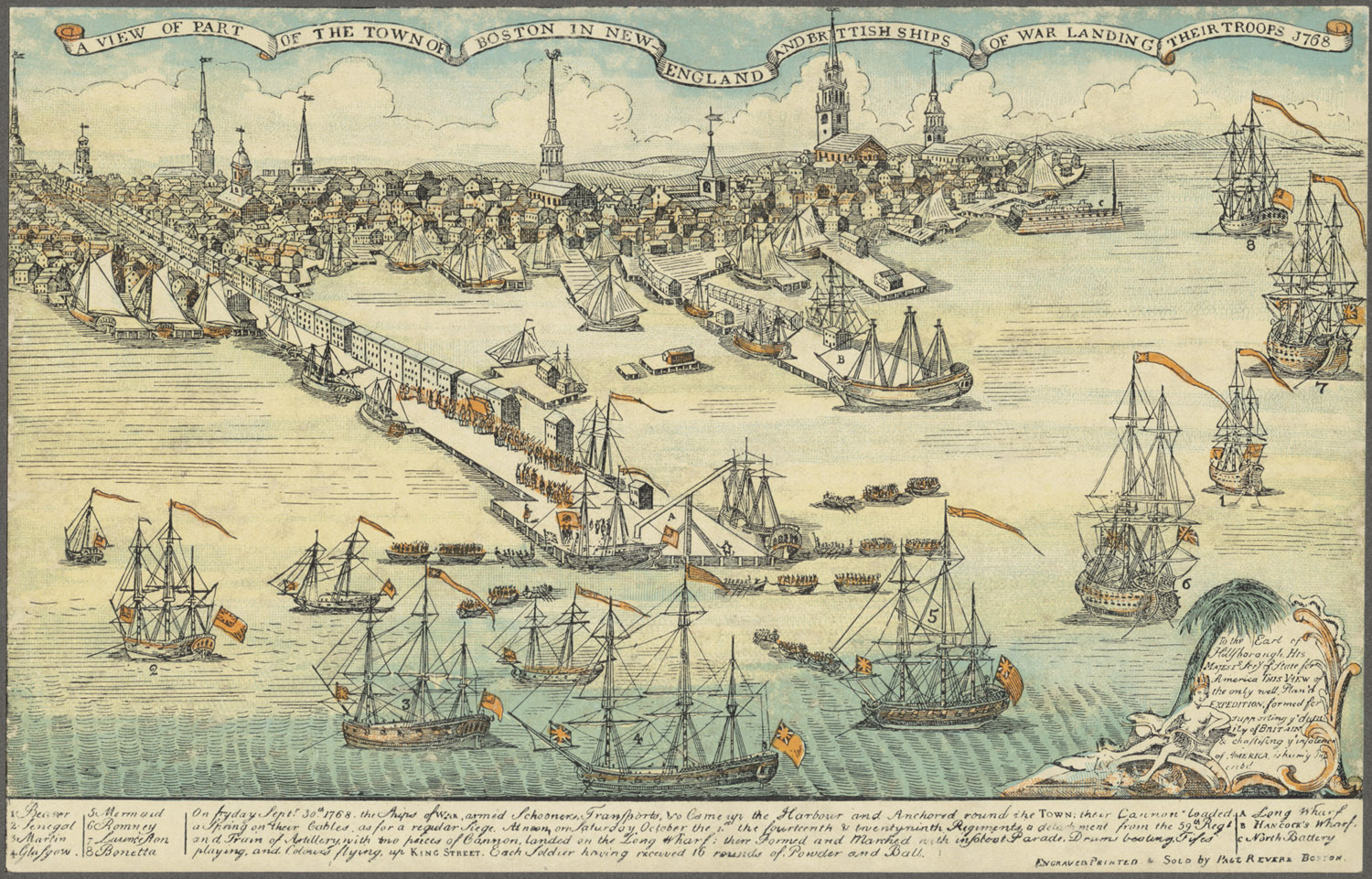
폴 리버리의 1768년 조판, 영국 군대가 보스턴에 도착한 모습, 식민지에 의해 다시 출간됨.
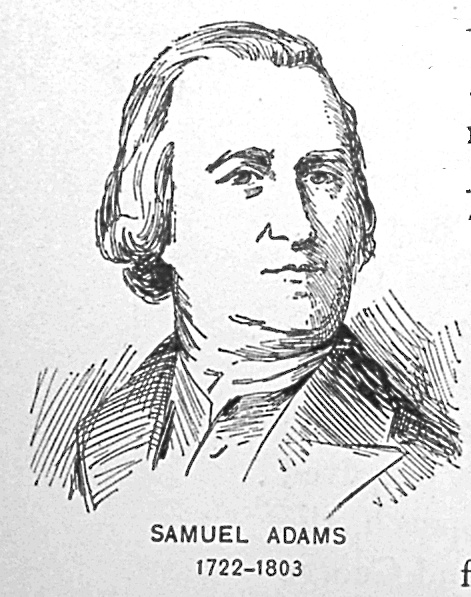
1899년 역사책에 나온 애덤스 삽화, 코플리 초상의 다양한 변형 중 하나
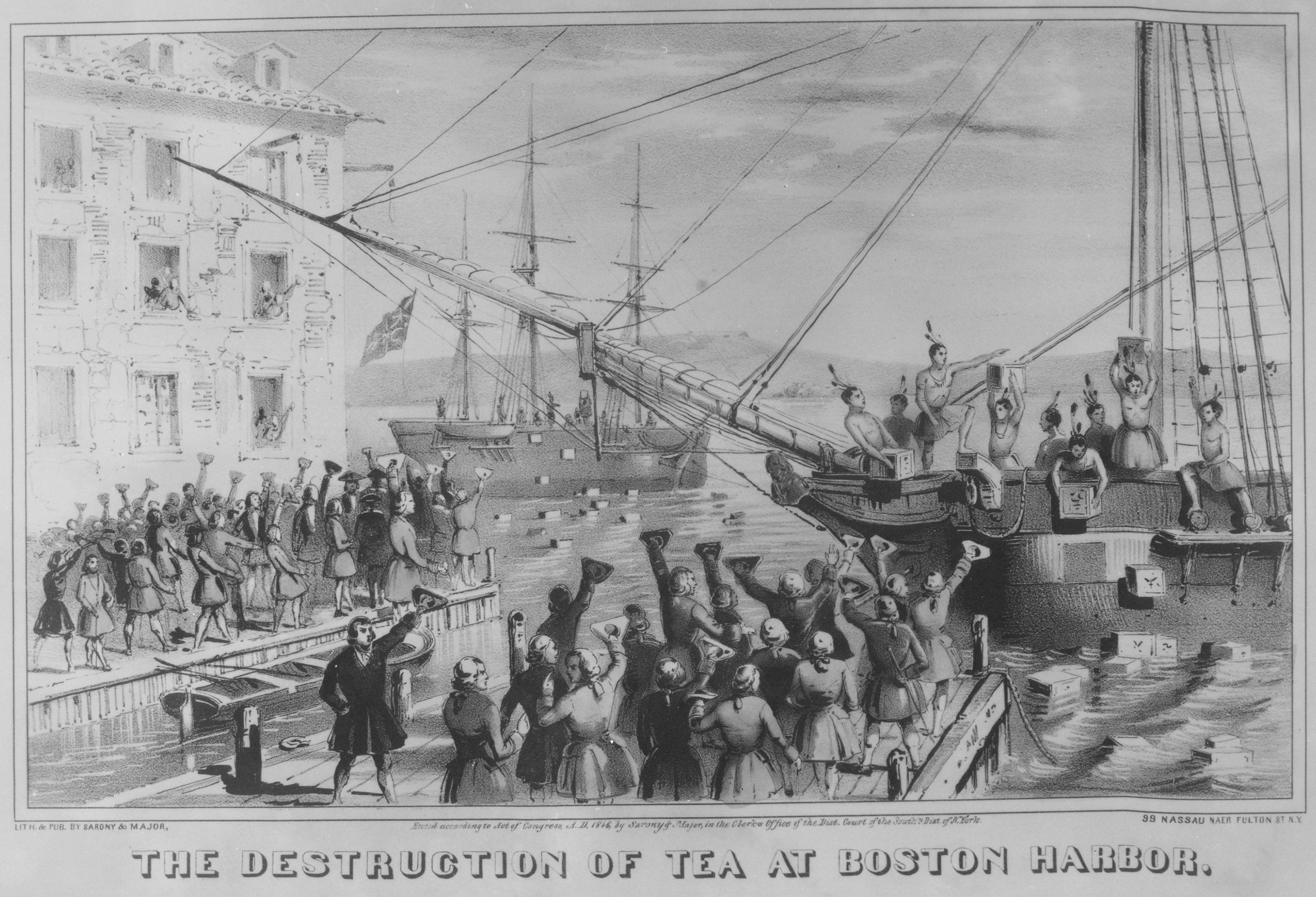
1846년 석판, 보스턴 차 사건에 대한 고전적인 이미지.
존 트럼블(John Trumbull)의 "독립 선언"(Declaration of Independence), 애덤스는 리차드 헨리 리(Richard Henry Lee)의 오른쪽 앞줄에 다리를 꼬고 앉아있다.
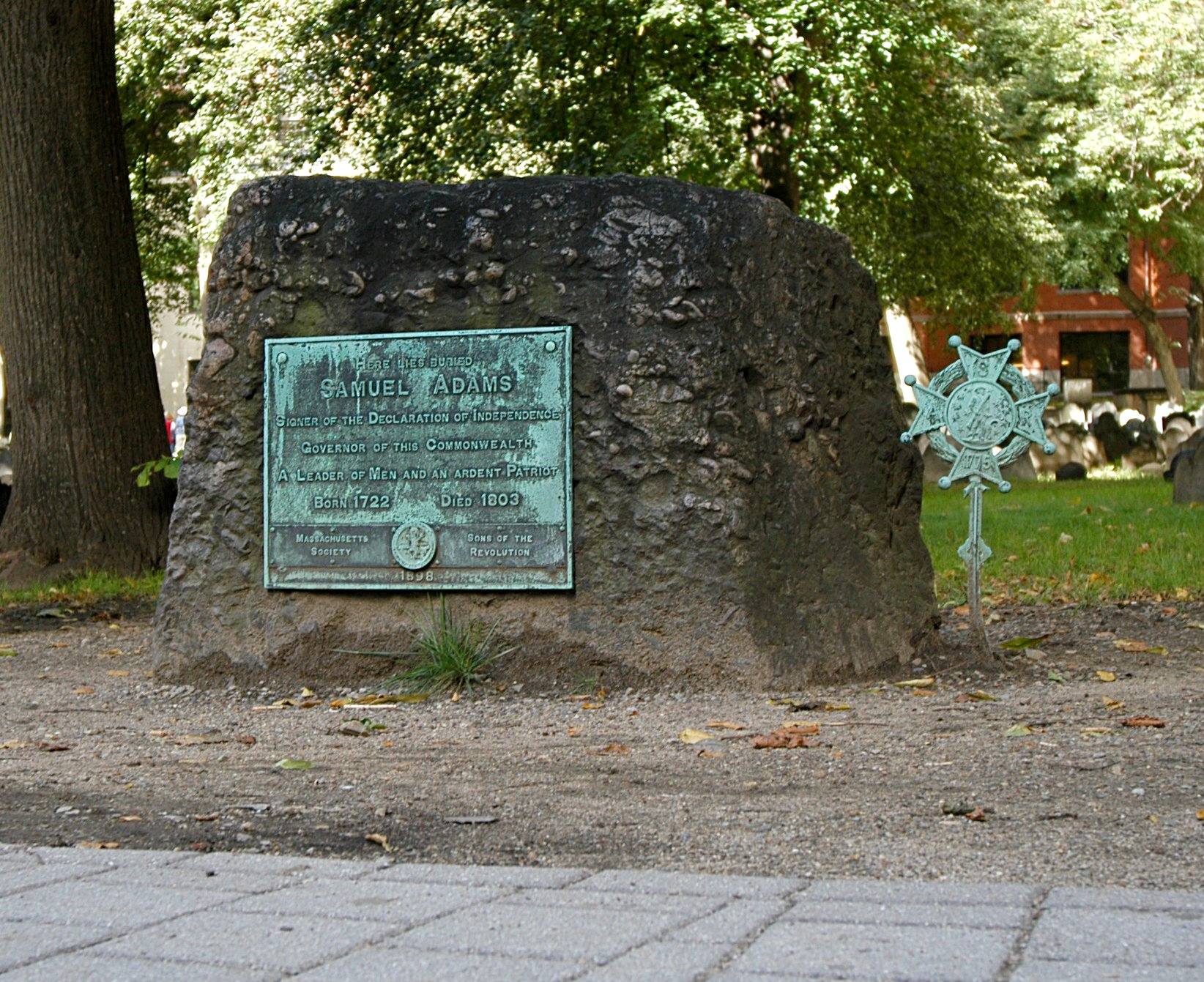
그레인네리 묘지(Granary Burying Ground)에 있는 새뮤얼 애덤스의 무덤 표지.

## 역대 선거 결과
| 선거명      | 직책명                          | 대수 | 정당       | 득표율  | 득표수 (선거인단) | 결과 | 당락                   |
| ----------- | ------------------------------- | ---- | ---------- | ------- | ----------------- | ---- | ---------------------- |
| 1788년 선거 | 하원의원 (메사추세츠 제1선거구) | 1대  | 반연방주의 | 32.30%  | 521표             | 2위  | 낙선                   |
| 1789년 선거 | 매사추세츠 부지사               | 3대  | 반연방주의 | 100.00% | 1표               | 1위  | 매사추세츠 부지사 당선 |
| 1789년 선거 | 매사추세츠 주지사               | 3대  | 반연방주의 | 0.40%   | 85표              | 5위  | 낙선                   |
| 1794년 선거 | 매사추세츠 주지사               | 4대  | 민주공화당 | 61.48%  | 14,425표          | 1위  | 매사추세츠 주지사 당선 |
| 1795년 선거 | 매사추세츠 주지사               | 4대  | 민주공화당 | 90.25%  | 16,048표          | 1위  | 매사추세츠 주지사 당선 |
| 1796년 선거 | 매사추세츠 주지사               | 4대  | 민주공화당 | 57.36%  | 15,195표          | 1위  | 매사추세츠 주지사 당선 |
| 1796년 선거 | 미국의 부통령                   | 2대  | 민주공화당 | 7.32%   | 15표              | 4위  | 낙선                   |
| 1796년 선거 | 미국의 대통령                   | 2대  | 민주공화당 | 5.44%   | 0표 (15명)        | 5위  | 낙선                   |